# René George
René Feuillien Joseph George (Roux, 2 februari 1898 - Charleroi, 28 december 1968) was een Belgisch senator.

## Levensloop
George promoveerde tot doctor in de rechten (1921) aan de ULB. Hij werd advocaat en trad onder meer op voor de Charbonnages de Mariemont-Bascoup.
Hij werd verkozen tot PLP-senator voor het arrondissement Charleroi-Thuin in 1949 en vervulde dit mandaat tot in 1965.

## Publicatie
- Pour un humanisme nouveau, in: Le Flambeau, 1938.